# Leptogenys testacea
Leptogenys testacea é uma espécie de formiga do gênero Leptogenys, pertencente à subfamília Ponerinae.